# Irradiacja (fizyka)

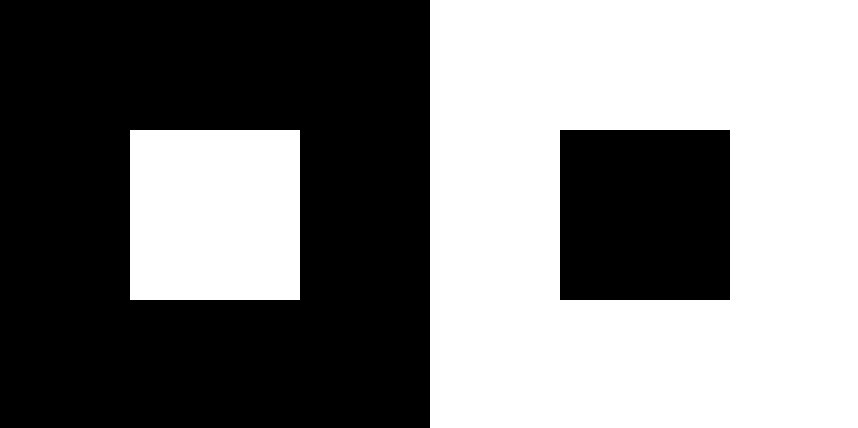
Biały kwadrat na ciemnym tle wydaje się być większy niż czarny na jasnym, mimo iż obydwa są tej samej wielkości.

Irradiacja – jedno ze złudzeń optycznych, sprawiające, że jasne lub błyszczące przedmioty oglądane na ciemnym tle wydają się większe.
Zjawisko irradiacji powodowane jest tym, że pole podrażnienia fizjologicznego na siatkówce zajmuje większą powierzchnię, niż wielkość postrzeganego obrazu w rzeczywistości, a to dlatego iż receptory na siatkówce połączone są w grupy.